# 五大拱桥
五大拱桥，是粤汉铁路株韶段工程中，在湖南广东省界南北所修建的五座混凝土拱桥新岩下桥、碓磑冲桥、省界桥、风吹口桥、燕塘桥的合称。这五座拱桥是当时粤汉铁路全线桥梁乃至全国所修铁路桥梁中跨度最大的一批拱桥。这五座拱桥在民国22年（1934年）末及民国23年（1935年）年初分别进行基础施工及正式包工施工，次年3月底土石工程告竣并于4月开始试车运行。在此后历经几场战争，五座拱桥除新岩下桥在国共内战中遭毁重建外，其余大桥依然屹立使用，直至京广铁路衡广复线工程完工。现五大拱桥中省界、风吹口、燕塘三座桥属湖南省文物保护单位“中央红军长征突破第三道封锁线——白石渡活动旧址”子项“红军扩红遗址”。

## 各拱桥信息
五大拱桥集中在坪石以北湖南广东省界的白沙河（章水）河谷山岭中，并分布在6千米的路段之间。燕塘、风吹口两桥位于湖南境内，碓磑冲、新岩下两桥位于广东境内，而省界桥居于两省省界。五大拱桥为粤汉铁路全线乃至当时全国所修铁路桥梁中跨度最大的一批拱桥，工程的设计负责人为当时的株韶工程局副工程司梁旭东、施工负责人为株韶工程局副工程司兼第三总段第一分段工程司张金品。其中，省界桥为五大拱桥中最精美、艺术性最高者；而新岩下桥在建成时为中国国内最大的铁路拱桥。五大拱桥工程从勘测设计到实际施工，各个环节皆是由中国本国的工程技术人员负责。在设备简陋、工艺水平较低的前提下，五大拱桥工程以其建筑跨度之大、工程质量之高、工程造价之低，在当时闻名国内。
| 桥名   | 现状 | 旧貌 | 位置 | 孔数 | 全长 （M） | 跨度 （M）              | 高度 （M） |
| ------ | ---- | ---- | ---- | ---- | ---------- | ----------------------- | ---------- |
| 燕塘   |      |      | 湖南 | 2    | 75         | 其中1孔：40 其中1孔：20 | 28.38      |
| 风吹口 |      |      | 湖南 | 3    | 88         | 其中1孔：30 其中2孔：20 | 26.91      |
| 省界   |      |      | 省界 | 3    | 105        | 其中1孔：40 其中2孔：20 | 26.03      |
| 碓磑冲 |      |      | 广东 | 3    | 105        | 其中1孔：40 其中2孔：20 | 29.93      |
| 新岩下 |      |      | 广东 | 6    | 190        | 其中4孔：30 其中2孔：15 | 25.93      |

## 历史

五大拱桥为粤汉铁路株韶段工程局（株韶工程局）负责的重点工程

### 勘测设计

#### 勘测背景与桥型选定
粤汉铁路株韶段在郴州至乐昌一段需要翻越长江流域与珠江流域的分水岭地带，此地带当中横亙着一些山脉，河溪交错于重峦叠嶂之中，地形颇为崎岖，因此选线工作十分困难。五大拱桥所跨越的白沙河自分水岭山谷中发源，并在此深谷中曲折迂回，粤汉铁路在深谷中蜿蜒时需要跨越白沙河五次，因而线路便需要修建五座桥梁以跨越该河。
株韶工程局在设计时对桥型作了一番论证。工程局认为修建木桥并不耐用，只能起到临时作用；修建高架桥则需要向外国订购物资，其手续繁琐、耗时较长、价格又未必便宜，因此事先便否决了这两种桥型。此后的一切论证只在使用混凝土桥墩的钢桁梁桥与钢筋混凝土拱桥之间展开比对。株韶工程局将两种桥型的优缺点罗列如下：
|                | 优点 | 缺点 |
| -------------- | --- | --- |
| 钢桁梁桥       | 修建工程与建成后的维护简单 | 1. 实际勘测后认为，若修建钢桁梁桥，则使用60米以上的钢桁梁架设较为经济，但这种钢桁梁株韶工程局没有图纸，须重新设计，考虑到设计之后的备料、运输、安装各个环节，则无法在预定完工期限内完成 2. 修建与维护的耗资巨大 3. 使用寿命较短 4. 材料运输困难 5. 无法修建在坡道上 |
| 钢筋混凝土拱桥 | 1. 材料可全部在国内订购，施工时没有因材料未到而停工的顾虑。五座拱桥如果同时开工则可以在半年内完成；若分两期开工则可以在一年内完成 2. 在山谷中具有一定的美观性 3. 修建耗资较少 4. 若无损坏，则可为永久桥梁 5. 材料运输容易 6. 可以修建在坡道上 | 1. 施工困难，若出现差池则无法补救 2. 损坏后难以修理 |

综合比对后，株韶工程局认为拱桥的优点比钢桥多，而且只需要在施工阶段让监工谨慎从事，则拱桥的缺点便完全可以忽略，因此选定五座桥梁以钢筋混凝土拱桥形式建造。

#### 桥梁设计

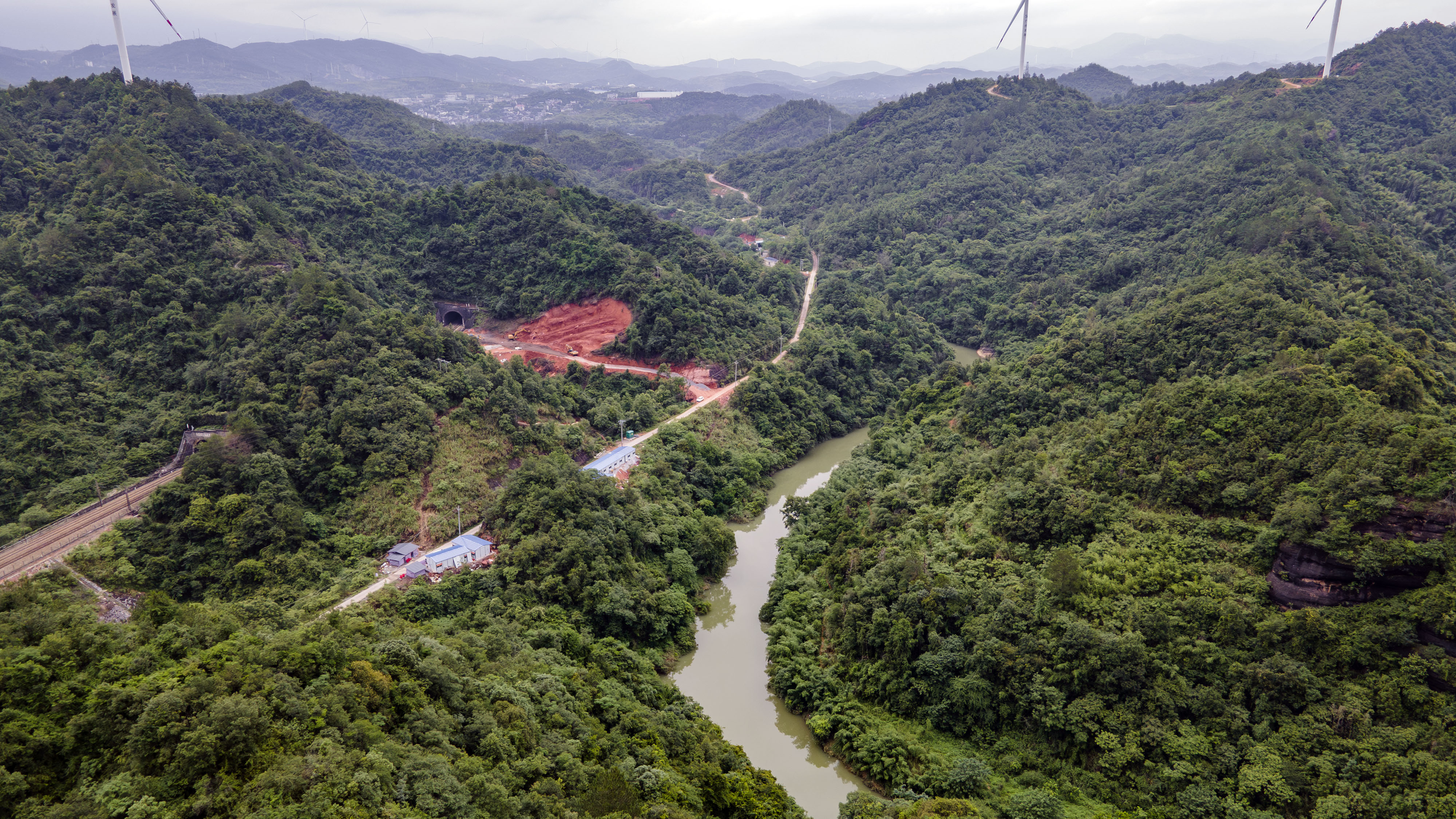
五大拱桥所在的铁路线路在章水山谷中蜿蜒

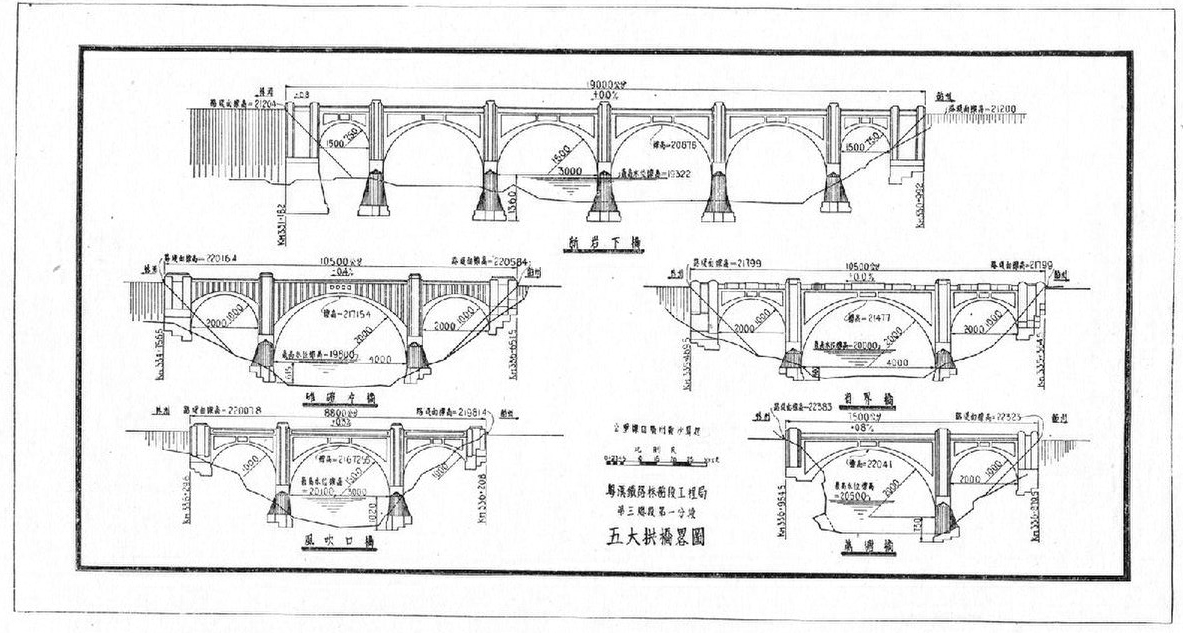
五大拱桥略图

在设计之初，株韶工程局依据中华民国铁道部要求对桥梁参数做出规定：桥梁车辆载重（活重）为古柏氏E-50；桥梁固定载重（死重）为：填土厚度2米，每立方米填土1600千克；道砟厚度0.38米，每立方米1900千克；钢轨、扣件每平方米250千克；钢筋混凝土立方米2400千克。
而针对拱桥的跨度与孔数设计，株韶工程局注意到白沙河没有大型船只往来、流水面积也不大，因此在设计五大拱桥时可以完全不用考虑流水与通航的情况，只需考虑资金、外观、工程三个方面即可。在这种情况下，本来只需要修建跨度30米的单孔拱桥便可以满足要求，但株韶工程局考虑到桥面离谷底很高，若采用单孔拱桥方案，则需要在桥两端修建高大的挡土墙，如此便并不美观。因此工程局决定直接多修几孔，既经济又美观，是而选定了五座拱桥各自的跨度与孔数方案（见“各拱桥信息”一章）。
除此之外，有关桥梁的拱圈、桥墩、挡土墙、木造模板、拱桥的艺术形式，工程局也做了一系列规划。诸如在桥墩方面，工程局提及燕塘桥桥址北岸部分有一块山岩露天，可直接作为拱桥的桥墩；在艺术形式方面，工程局认为一般山谷当中的桥梁不必装饰，但是五大拱桥所在的山谷风景较好，装饰增加的成本也不多，因此考虑给五座桥布置一些装饰用于点缀。

### 施工及通车
株韶工程局订立了单座拱桥的施工顺序：首先开挖地基，与此同时制作模板；此后先造桥墩、拱圈，再修挡土墙；最后进行填土及清理工作。同时为节省材料决定牺牲建造时间，先造新岩下、碓硙冲二桥的拱圈，此二桥完工后再将拱圈模板用于修建剩下三桥。
有关桥梁的建造承办，株韶工程局起初经论证决定公开招标，由中标包工承建。但由于五座桥梁的桥基拟定在民国24年（1935年）春汛到来前必须完工，倘若依照既定方案招标，将会消耗大量时间。另外市面包工中，优秀的报价超出预算；良好的因为工程难易、时间问题不敢轻易尝试。因此株韶工程局只得在既有参与粤汉铁路株韶段建设的包工中选择，但这些包工报价仍然太高。为了赶工，株韶工程局决定在寻找包工的同时，先行将桥梁基础的开凿工作以及部分拱架基础的搭建工作交由判工完成，五大拱桥的桥梁基础工程于民国23年（1934年）9月—10月间陆续开工
最终经反复磋商，株韶工程局在民国24年（1935年）1月底将五大拱桥的承建方决定完毕，这些包工随后相继赶赴工地开工，其中3座由既有参与粤汉铁路株韶段建设的包工承建，余下2座由他处招徕的包工承建。
至民国24年（1935年）年底，粤汉铁路株韶段其它工段经赶工，北段已经铺轨至郴州，南段已经铺轨至新岩下桥桥头，尚未完工的五大拱桥成为了阻碍，为此株韶工程局不得不先行在桥旁或在桥上架设便桥以行驶工程车辆。在赶工要求之下，株韶工程局一改所拟定的施工方案，决定所有桥梁同时建造，五大拱桥的混凝土工程终在民国25年（1936年）3月全部完工，4月18日开始通行列车。

## 后续

### 抢修新岩下桥
国共内战期间，新岩下桥被国军余汉谋部队炸毁，至解放军占领该段粤汉铁路时，新岩下桥的6个孔洞中仅有两侧的2座孔洞完好，北数第2、3孔有裂缝、第4、5孔倾倒在桥墩基座上；5座桥墩中仅北数第1、5墩完好，第2墩西侧基座被炸毁、第3墩东侧基座被炸毁，而第4墩被完全炸毁。
该桥由中国人民解放军铁道兵团二支队桥梁大队、广州桥梁队三支队等单位负责抢修任务，最终各方拟定维持桥梁各跨不变的抢修方案：在北数第2、3、4墩的基础上架设钢架，墩间架设桁梁；而完好的北数第1、5墩仅以混凝土修补并架高、两侧的2座孔洞挖去填土并改架工字梁。以上方案中新岩下桥未获保留的结构在1949年11月3日—5日间爆破拆除，12月4日开始正式进行抢修工作，当月27日完工。1950年8月，铁路部门将两侧孔洞的工字梁换为上承板梁。

### 京广铁路联通及衡广复线修建

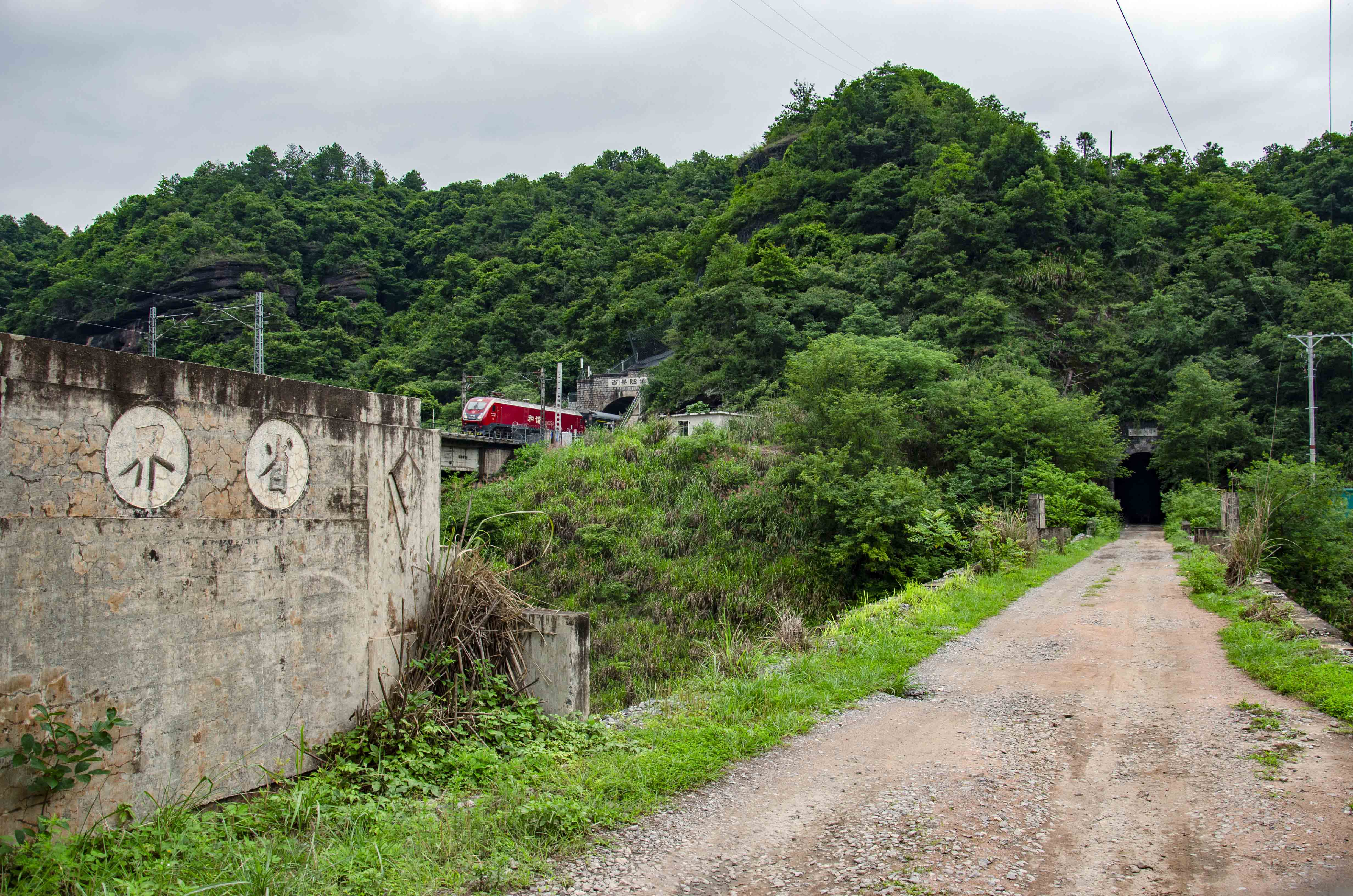
列车通过老线一侧的衡广复线省界大桥与省界隧道

1957年，粤汉铁路与京汉铁路合并命名为京广铁路。此后，这五座桥梁又被称为“京广铁路五大拱桥”。
在衡广复线修建时的1980年，铁路部门将既有的新岩下桥被改造为混凝土梁桥，另在桥西侧新建了一座长236.6米的7孔32米混凝土梁桥，该桥建成后用于承载京广铁路上行线，而既有新岩下桥用于承载京广铁路下行线。1988年衡广复线全线通车后，余下四桥所在的老京广线被废止，此后四桥所在铁路线位被改建为公路。

## 文物保护
2012年1月16日，燕塘、风吹口、省界三桥作为“粤汉铁路遗址”中的子项“白石渡段”的一部分被郴州市人民政府公布为第三批郴州市文物保护单位。2019年2月28日，该段粤汉铁路遗址以“中央红军长征突破第三道封锁线旧址群——白石渡活动旧址群”的子项“红军扩红遗址”被湖南省人民政府公布为第十批湖南省文物保护单位。
- 其作为文物的保护范围为：文物边界向外延伸30米处[註 1]。
- 其作为文物的建设控制地带为：保护范围边界向外延伸20米处[註 2]。